# Daniela Montoya
Daniela Montoya Quiroz (Medellín, 22 de agosto de 1990) é uma futebolista colombiana que atua como meia do Grêmio Foot-Ball Porto Alegrense

## Carreira
Daniela Montoya integrou do elenco da Seleção Colombiana de Futebol Feminino, nas Olimpíadas de 2012.